# بريمبتون كامن (باركشير)
بريمبتون كامن (بالإنجليزية: Brimpton Common)‏ هي قرية تقع في المملكة المتحدة في جنوب شرق إنجلترا.